# Henryk Wardach
Henryk Wardach (Miastko, 22 febbraio 1964 – 23 marzo 2018) è stato un cestista polacco.

## Carriera
Con la Polonia ha disputato due edizioni dei Campionati europei (1985, 1987).

## Palmarès
- Campionato polacco: 2

Zagłębie Sosnowiec: 1984-85, 1985-86
- Coppa di Polonia: 1

Zagłębie Sosnowiec: 1983